# بریرلی
بریرلی (به انگلیسی: Brierley) یک شهرک در بریتانیا است که در انگلستان واقع شده‌است. بریرلی ۷٬۲۶۷ نفر جمعیت دارد.